# Masahiro Kuramoto
Masahiro Kuramoto (Japans: 倉本昌弘) is een Japanse golfprofessional. Hij werd op 9 september 1955) in Hiroshima geboren en wordt Massy genoemd. 

## Amateur
Als amateur won Kuramoto onder meer drie keer het Japans Amateur Kampioenschap. Als amateur won hij ook het Chushikoku Open, dat deel uitmaakt van de Japan Golf Tour.

### Gewonnen
- 1975: Japan Amateur Championship
- 1977: Japan Amateur Championship
- 1980: Japan Amateur Championship

## Professional
Kuramoto werd in 1981 professional. Hij won 30 toernooien op de Japan Golf Tour waar hij iets meer dan 1 miljard ¥ verdiende.
Hij won in 1992 de Tourschool van de Amerikaanse PGA Tour en speelde daar 65 toernooien in de periode 1993-1997. Zijn beste resultaat was een 4de plaats bij het Brits Open. 
In 2005 won hij de Tourschool van de Amerikaanse Champions Tour, waar hij sinds 2006 speelt. Ook daar was zijn beste resultaat een 4de plaats.
In januari 2006 was hij non-playing captain van het Aziatische team bij de eerste editie van de Royal Trophy, die op de Amata Spring Country Club in Thailand gespeeld werd. Het Europese team had Severiano Ballesteros als captain.

### Gewonnen
Japan Golf Tour
- 1980: Chushikoku Open (als amateur)
- 1981: ANA Sapporo Open, Tokai Classic, Chushikoku Open, Nihon Kokudo Keikaku Summers
- 1982: Japan PGA Championship, Chushikoku Open
- 1983: Chushikoku Open, Tokai Classic
- 1984: Bridgestone Open, Chushikoku Open
- 1985: Jun Classic (tie met Kazushige Kono en Payne Stewart), Bridgestone Open
- 1986: ANA Open, Tokai Classic
- 1987: Maruman Open, Chushikoku Open
- 1988: Sendai Classic, Yomiuri Open, Kansai Pro Championship, KBC Augusta, Chushikoku Open
- 1990: Seto Uthumi Open
- 1991: Acom International
- 1992: Japan PGA Championship, Bridgestone Open, Daikyo Open
- 1994: JCB Classic Sendai
- 1995: Suntory Open
- 2003: Acom International

Elders
- 1981: Wakayama Open, Hyogo-ken Open
- 1992: PGA Tour Qualifying Tournament (tie met Skip Kendall, Perry Moss, Brett Ogle en Neale Smith)

Europese Senior Tour
- 2010: Handa Cup Seniors Masters
- 2012: Van Lanschot Senior Open

Elders
- 2007: Big Raisac Senior Open
- 2010: Japan Senior Open

### Teams
- Royal Trophy (Aziatisch team): 2006 (non-playing captain)
- Four Tours World Championship: 1988, 1990